# Empire byzantin sous les Doukas
L’Empire byzantin traversa sous la dynastie des Doukas une période de guerres civiles et extérieures qui dura vingt-deux ans, soit de 1059 à 1081. Pendant cette courte période, six personnages reliés à cette famille jouèrent un rôle important soit comme empereurs, coempereurs ou césar: Constantin X Doukas (r. 1059-1067); son frère Jean Doukas, catépan puis césar; Romain IV Diogène (r. 1068 – 1071); Michel VII Doukas (r. 1071 – 1078); le fils de Michel et coempereur Constantin Doukas; finalement, Nicéphore III Botaniatès (r. 7 janvier 1078 – 1er avril 1081), lequel prétendait descendre des Doukas.

## Origine de la dynastie

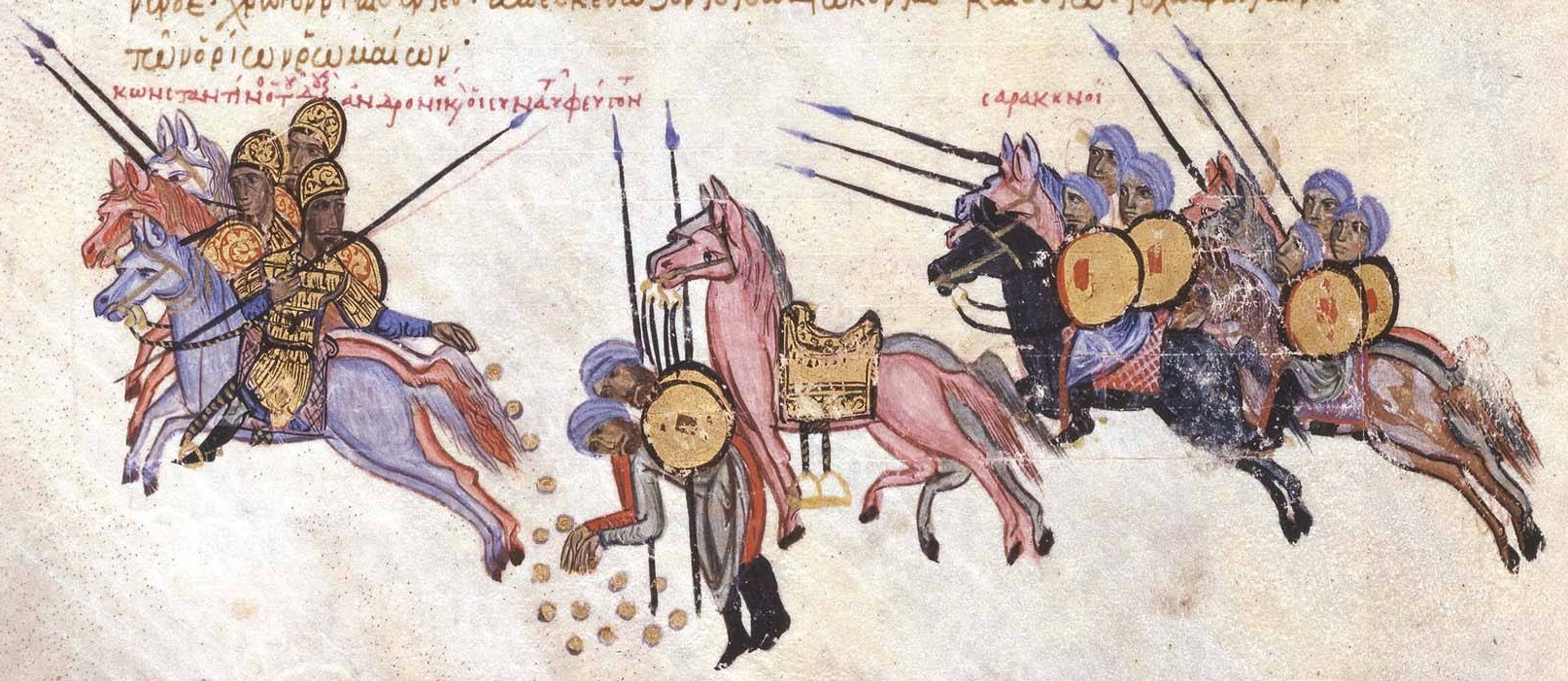
Le général Constantin Doukas s'échappant de captivité vers 908 jette des pièces d'or derrière lui pour retarder ses poursuivants (Miniature du Manuscrit de Jean Skylitzès, Madrid).

Selon l’historien Nicéphore Bryenne qui écrivait au XIe siècle, l’ancêtre de la famille Doukas aurait été un parent et associé de Constantin le Grand; on ignore son nom mais il aurait quitté Rome lors de la fondation de Constantinople pour être nommé « doux » de la nouvelle capitale, le qualificatif de « doux » se référant à la fonction d’un général commandant les forces armées dans les zones limitrophes de l’empire. Nicéphore Bryenne reconnait que ce rapport entre nom et fonction vient de la « tradition », si bien que celle-ci visait probablement à illustrer l’origine noble et ancienne de cette famille.
Michel Psellos qui fit partie de tous les gouvernements de Constantin IX à Michel VII Doukas  de même que Nicolas Kalliklès affirment que ces empereurs étaient reliés à Andronic Doux Lydos et à ses deux fils, Christophe et Bardas, qui vécurent au siècle précédent et furent impliqués dans la rébellion de Bardas Sklèros contre l’empereur Basile II en 976-979. Christophe et Bardas reçurent éventuellement le pardon impérial et purent reprendre leur carrière, , .

## Toile de fond

L’empire byzantin à la mort de Basile II.

À sa mort en décembre 1025, Basile II (r. 960 - 1025) laissait un empire devenu la principale puissance des Balkans, politiquement stable et économiquement en bonne santé. Cinquante ans plus tard, ce même empire était envahi de toutes parts, l’économie était en crise et une série d’empereurs faibles ne pouvaient plus tenir tête aux grands propriétaires terriens et à l’aristocratie administrative de la capitale. Catastrophiques aux plans économique, politique et militaire, ces mêmes années devaient néanmoins s’avérer créatrices sur le plan intellectuel et voir la construction de splendides églises et bâtiments publics.
Au cours des ans, l’élite de la société constantinopolitaine s’était transformée : nombre d’anciennes familles militaires disparurent de la scène comme celle des Phokas; d’autres firent leur apparition comme celle des Skléroi en Anatolie. Certaines, délaissant leur tradition militaire accaparèrent le pouvoir politique à Constantinople. À côté des anciennes familles de fonctionnaires, d’autres prirent les devants de la scène sous Basile II comme les Diogène, les Dalassène et les Comnène.  Le pouvoir impérial lui-même se fit l’expression de cette nouvelle aristocratie civile avec l’arrivée au pouvoir, à la mort de Constantin VIII (coempereur de 962 à 1025; seul empereur de 1025 à 1028) d’un sénateur sexagénaire, Romain Argyre (r. 1028 – 1034), éparque de la ville et membre de l’une des familles les plus distinguées de Constantinople. Incapable de résister aux exigences de l’aristocratie anatolienne, il ignora les réformes agraires de Basile II, transformant ainsi l'Asie mineure en vastes domaines où les paysans étaient à la merci des grands propriétaires fonciers,.
Lorsque Romain III mourut dans des circonstances mal éclaircies ,, le pouvoir revint à l’impératrice Zoé (impératrice  1028 – 1050) laquelle épousa son amant  Michel IV le Paphlagonien (r. 1034 - 1041), brillant général mais médiocre administrateur qui laissa la gestion des finances à son frère aîné Jean l'Orphanotrophe. Dépourvu de scrupules, ce dernier représentait le centralisme bureaucratique de la capitale, ignorait la misère des paysans de province et affaiblissait la bureaucratie militaire d’Asie mineure en faisant occuper les charges les plus importantes de l’État par divers membres de sa propre famille,,. Et lorsque Michel IV rentra épuisé d’une campagne contre le prince de Zêta, Jean eut soin de faire nommer son neveu Michel, surnommé le Calfat, césar avec droit de succession. D’origine modeste (son surnom venait du métier de son père, le calfatage des navires de la flotte), celui-ci devenu Michel V (r. déc. 1041 – avril 1042) tenta de supprimer les privilèges de l'aristocratie de la cour et d’accorder davantage de liberté au peuple, envoyant Jean l’Orphanotrophe en exil,. Mais l’arrestation sur son ordre de l’impératrice Zoé, accusée de régicide, provoqua la colère du peuple encore profondément attaché à la dynastie macédonienne ,.

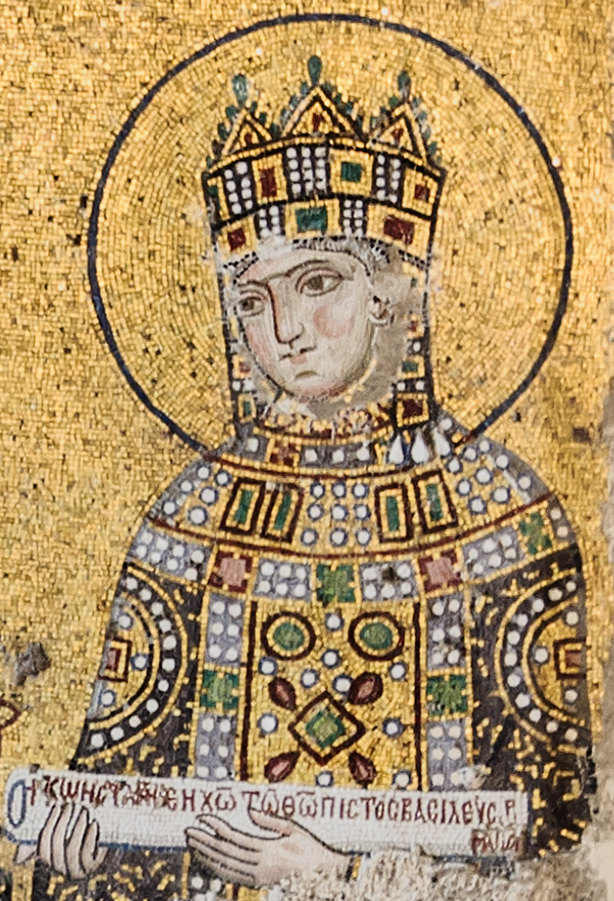
L’impératrice Zoé d’après une mosaïque de la cathédrale Hagia Sophia.

Après un bref interlude pendant lequel Zoé régna de concert avec sa sœur, Théodora, celle-ci décida de contracter un troisième mariage avec un représentant d’une famille distinguée de l’aristocratie civile, les Monomaque, Le règne de Constantin IX (r. 1042 – 1055) fut marqué par un renouveau de la vie intellectuelle délaissée sous Basile II avec la création de deux grandes écoles, celle de philosophie et celle de droit ainsi que par la construction de somptueux monastères dans le quartier des Manganes et dans l'île de Chios, prodigalité que dénonceront Psellos et Skylitzès,. En même temps toutefois, les grandes propriétés laïques et religieuses obtenaient des exemptions totales ou partielles d’impôts qui les mettaient à l’abri des fonctionnaires impériaux et consolidaient les pouvoirs des propriétaires de grands domaines pendant qu’à Constantinople, le sénat (qui n’avait joué qu’un rôle d’appoint au cours des deux derniers siècles d’absolutisme impérial) reprenait de la vigueur, s’ouvrait à des couches plus larges de la population et regroupait les membres les plus influents de l’administration publique,.
À la mort de Constantin IX, l’impératrice Theodora revint au pouvoir pour quelques mois. Les fonctionnaires impériaux l’obligèrent à choisir comme successeur un général âgé qui jura de ne jamais rien faire sans leur accord, Michel VI Bringas, empereur du 31 août 1056 au 31 août 1057,. Celui-ci s’aliéna la faveur de l’armée payée en nomismata dévalués. De plus en 1057 l’empereur refusa la promotion de certains généraux de Constantin IX dont le stratopédarque Isaac Comnène . C’en était trop pour l’armée des tagmata orientaux qui proclama empereur Isaac Comnène, fils d’un général réputé pour ses combats contre les Turcs et représentant d’une riche famille de propriétaires terriens originaires de Paphlagonie. Celui-ci s’attaqua avec courage à une refonte en profondeur de l’armée, en même temps qu’il mena une guerre sans merci contre les abus du régime précédent, confisquant à l’occasion les domaines de grands propriétaires tant laïcs qu’ecclésiastiques ce qui le mit en conflit avec le patriarche Michel Cérulaire qui jouissait d’un grand prestige dans la population après avoir tenu tête en 1054 aux représentants du pape de Rome ,. Ce conflit devait entrainer la perte de l’un et de l’autre : l’empereur tenta de faire déposer Michel Cérulaire qui mourut durant le procès; quant à lui, découragé et malade, Isaac Comnène finit par abdiquer en décembre 1059 pour se faire moine,. Les deux grandes familles, les Comnène et les Doukas, s’installaient à la tête de l’empire pour une période s'étendant sur un siècle et demi.

## Constantin X Doukas

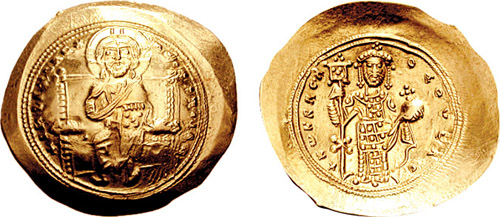
Histamenion d’or de l’empereur Constantin X.

Avec l’arrivée au pouvoir de Constantin X Doukas (r. 1059 – 1067) l’administration civile reprenait le contrôle des affaires, brièvement laissées aux militaires pendant le règne d’Isaac Comnène. Alors que les Comnène étaient issus de l’aristocratie militaire d’Asie mineure, les Doukas représentaient la noblesse civile de la capitale. Extrêmement riches, les Comnène avaient donné de nombreux généraux et gouverneurs provinciaux à l’Empire. Certains historiens de l’époque comme Michel Psellos et Nicolas Kallikles affirment qu’ils étaient reliés à la famille Doukas qui s’illustra sous le règne de l’empereur Léon VI (r. 886 - 912) au cours des guerres continuelles que mena ce souverain contre les Arabes. Toutefois, le chroniqueur Zonaras mit en doute cette filiation en affirmant que la dynastie des empereurs Doukas n’était reliée à ce premier groupe que de façon matrilinéaire.
Quoi qu’il en soit, les liens entre les Doukas et les grandes familles se renforcèrent lorsque Constantin X se maria en secondes noces avec Eudocie Makrembolitissa, dont la famille originaire de Constantinople , faisait partie de la haute fonction publique de l’empire; elle-même était une nièce du patriarche Michel Cerrulaire .
Après avoir associé au trône ses deux fils, Michel et Constance , dès leur naissance, l’empereur nomma son frère Jean Doukas « césar », ce qui en faisait le deuxième personnage de l’empire, et adopta une série de mesures qui, si elles furent favorables à la bureaucratie de la cour et à l’Église, devait affaiblir considérablement l’armée alors même que diverses menaces se faisaient jour aux frontières de l’empire.
Décrivant la politique qu’il entendait suivre dans un discours devant les corporations de Constantinople, le nouvel empereur souligna que sous son règne règneraient la paix et la justice et non l’épée, annulant les réformes introduites par Isaac Comnène. Cédant aux pressions de la faction civile, l’empereur ouvrit les portes du Sénat à une large couche de la bourgeoisie de Constantinople, si bien que les sénateurs devinrent, selon le mot d’Attaleiatès, « des myriades ». Héritant d’une situation financière difficile, l’empereur, pour éviter de créer de nouveaux impôts rétablit la vénalité des charges dans l’administration des finances,.
Cette vaste machine bureaucratique coutait cher à l’État. Pour compenser, et suivant le programme qu’il s’était fixé, Constantin X réduisit à la fois ses dépenses personnelles et les dépenses de fonctionnement de l’armée pour promouvoir chez les cadres supérieurs les officiers dont les promotions avaient été bloquées sous Michel VI.

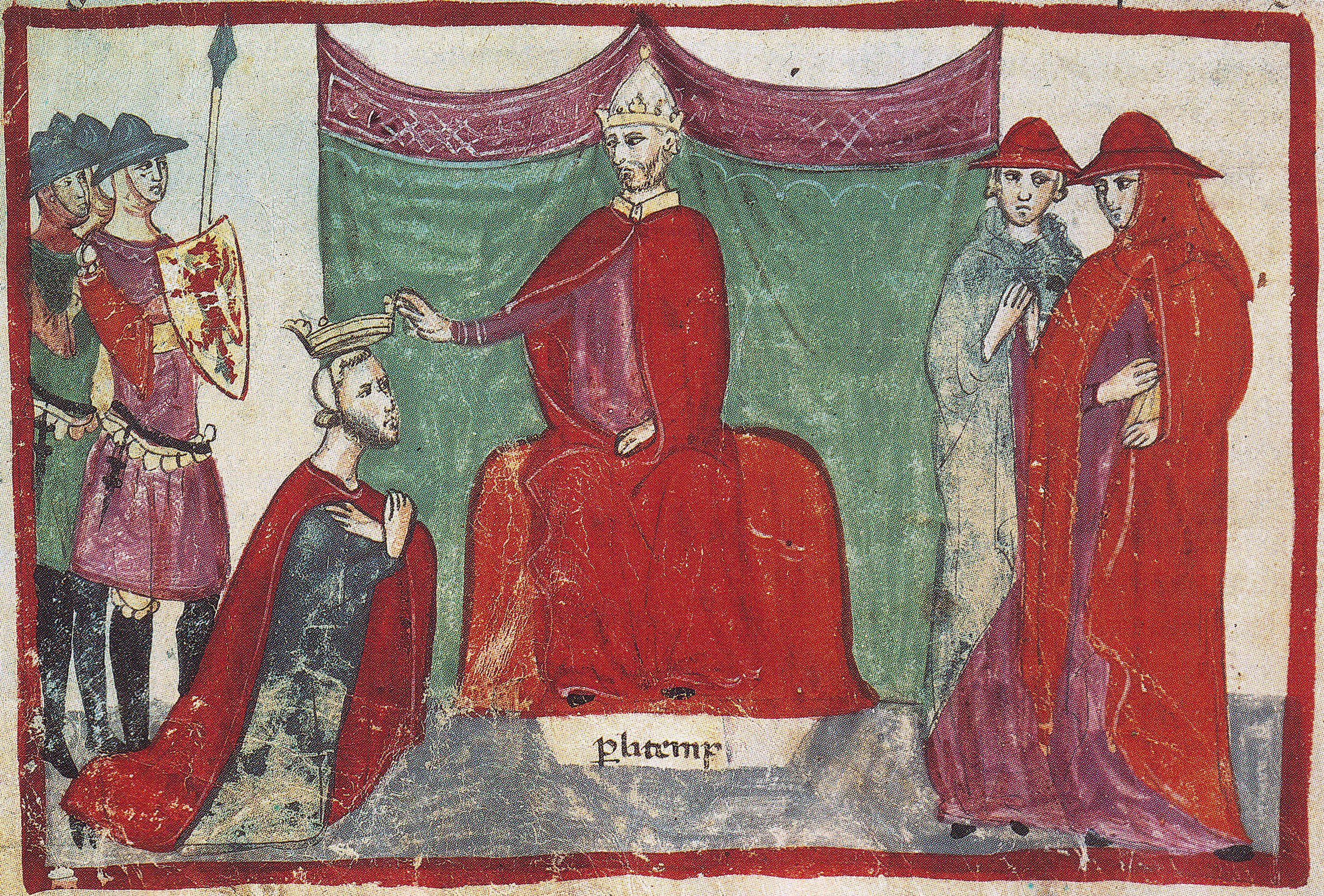
Robert Guiscard déclaré duc par le pape Nicolas II, XIVe siècle.

Les répercussions de cette politique eurent des effets désastreux sur le plan militaire. En Occident, les Normands conduits par l’énergique Robert Guiscard, fait duc  d'Apulie, de Calabre et de Sicile par le pape Nicolas II,  s’emparaient des territoires byzantins de l’Italie du Sud et, avec son frère Roger, envahissait la Sicile en 1061. Bientôt sur le continent, seule Bari restera byzantine pour tomber en 1071 . Au nord, les Hongrois s’emparèrent de Belgrade en 1064. La même année, les Ouzes qui avaient quitté la Russie méridionale envahirent la péninsule des Balkans avec leurs alliés, les Petchénègues : la Bulgarie, la Macédoine, la Thrace et la Grèce furent ravagées,.
Encore plus dangereuse s’annonçait l’invasion des Turcs seldjoukides en Orient. Traversant la Perse, la Mésopotamie et s’emparant de Bagdad, ceux-ci balayèrent la puissance arabe en Asie. Ayant atteint les limites de l’Empire byzantins, ces nouveaux conquérants tournèrent leurs regards vers Byzance. L’annexion de l’Arménie sous Constantin IX leur donna un flanc par où attaquer. durant le règne d'Alp Arslan, ils s’emparèrent d’Ani (1065) et, après avoir ravagé la Cilicie, s’emparèrent de Césarée l’année même de la mort de Constantin X (1067) ,.
Déjà âgé et malade lorsqu’il vint au pouvoir, Constantin X mourut le 22 mai 1067, non sans avoir exigé que ses trois fils lui succèdent et règnent conjointement; d'un même souffle, il fit jurer à son épouse, Eudocie Makrembolitissa de ne pas se remarier. Celle-ci promit également de s’appuyer durant cette régence sur les conseils du césar Jean Doukas jusqu’à ce que Michel déjà en âge de régner soit apte à gouverner,,. En fait, sa régence ne dura qu’un peu moins de huit mois au bout desquels, devant les dangers extérieurs qui menaçaient l’empire, le patriarche Jean Xiphilinos (patr. 1064-1075) fut convaincu par l’entourage de l’impératrice et contre l’avis de Psellos et de Jean Doukas de la relever de son serment. Elle épousa un représentant de la noblesse militaire, Romain Diogène, stratège de Triaditza (Sofia), riche propriétaire foncier en Cappadoce et très populaire au sein de l’armée,.

## Romain IV Diogène

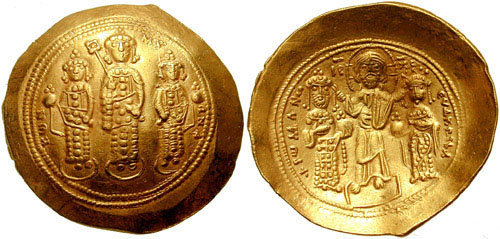
Histamenon de Romain IV : à droite, le Christ couronnant Romain et Eudocie; à gauche, Michel VII entouré de ses frères Andronic et Constance.

Comme celui d’Isaac Ier, l'avènement de Romain Diogène marquait une victoire pour l’aristocratie militaire. Celui-ci monta sur le trône le 1er janvier 1068 sous le nom de Romain IV (r. 1068-1071) et se hâta de rassembler une armée composée surtout d’éléments étrangers (Petchenègues, Ouzes, Normands et Francs) avec laquelle il entreprit de traquer et de détruire les bandes de Turcs en maraude. Dans une première campagne il réussit à chasser les Turcs du Pont; en 1069, il dégagea la Cappadoce envahie. En 1070, il laissa la direction des opérations à Manuel Comnène, fils du curopalate qui fut battu par le général turc Khroudj. Après avoir renforcé son armée, il entreprit en 1071 de marcher au-devant du sultan. Il prit dans un premier temps Manzikert sur le Haut Euphrate mais affaiblit son armée en envoyant une division soutenir Roussel de Bailleul, chef des auxiliaires normands qui se dirigeait vers le lac de Van. Ce fut le moment que choisit Alp Arslan pour attaquer et infliger aux Byzantins une défaite lors de la célèbre bataille de Manzikert (aujourd’hui Malazgirt en Turquie) qui ruina l’organisation défensive des frontières  tout déclenchant dans Constantinople humiliée le début d’une guerre civile ,.
Conduit devant le sultan, Romain pour recouvrer sa liberté dut signer un traité par lequel il s’engageait à payer 1 500 000 pièces d’or pour sa rançon ainsi qu’un tribut annuel de 360 000 pièces d’or. Il s’engageait également à libérer les prisonniers turcs et à fournir une levée de troupes auxiliaires,. Il n’en fallait pas plus pour qu’à Constantinople Eudocie rappelle le césar Jean Doukas, dont le fils Jean avait été une des causes du désastre de Manzikert, et fasse prononcer la déchéance de Romain IV. Se tournant alors contre l’impératrice, Jean Doukas fit proclamer empereur son neveu, Michel VII  Doukas (r. 1071 – 1078), força Eudocie à entrer dans un couvent et exila Anne Dalassène, la mère des Comnènes, à l’ile des Princes. L’année suivante, Constantinople envoya une armée sous le commandement d’Andronic Doukas, le plus jeune fils du césar Jean Doukas, pour empêcher Romain de revenir dans la capitale. Contraint de s’enfermer dans Adana, l’empereur déchu dut capituler à condition d’avoir la vie sauve. Mais alors qu’il s’approchait de Constantinople, ordre fut donné de l’aveugler, ce qui fut fait de façon tellement brutale que l’empereur mourut le 4 aout 1072,.

## Michel VII Doukas

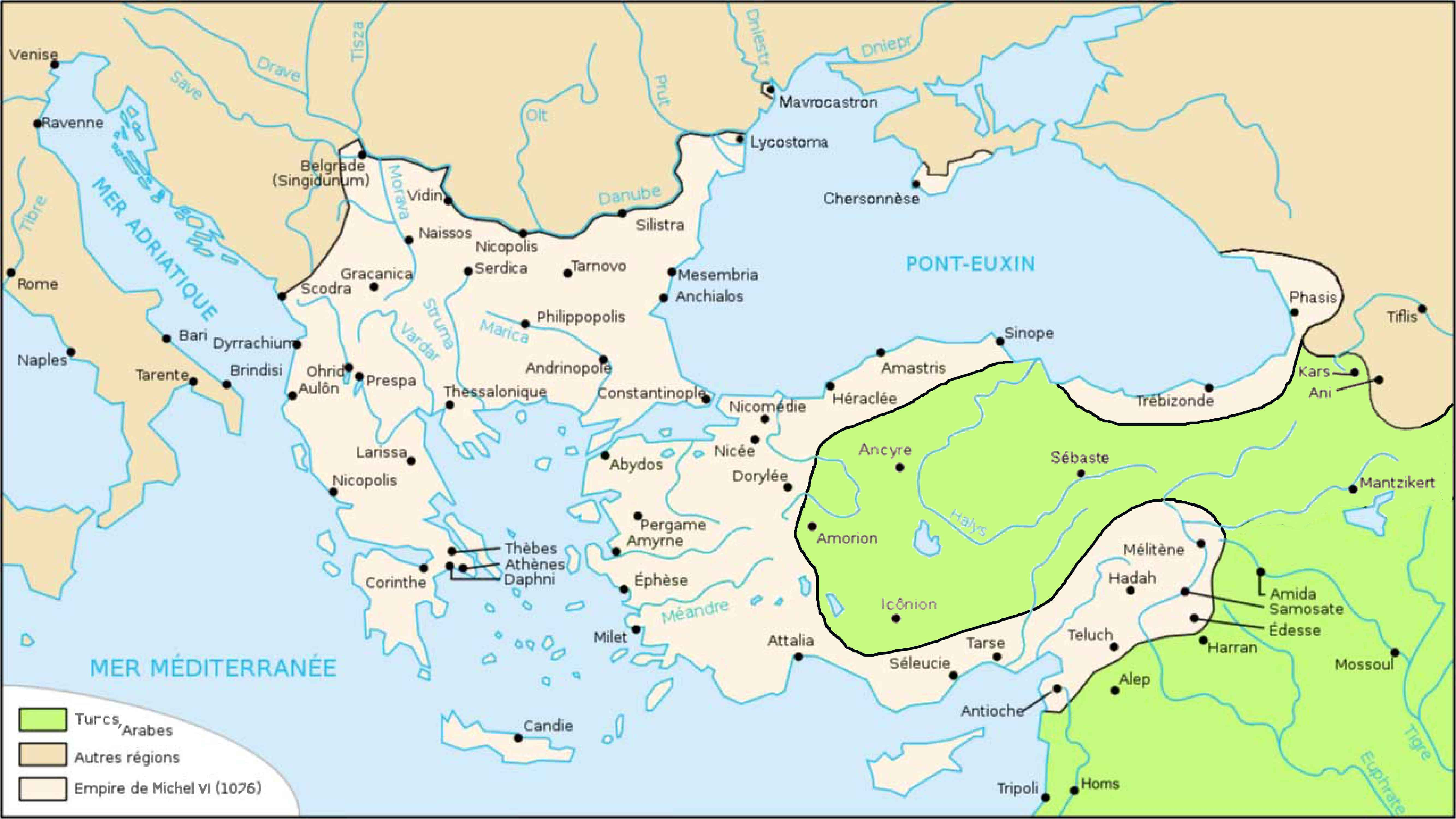
L'Empire byzantin sous le règne de Michel VII Doukas.

Il devait s’ensuivre dix années d’anarchie et de soulèvements sur le plan intérieur, de revers sur le plan extérieur.
Associé au trône alors qu’il n’avait probablement que neuf ans, Michel VII, élève de Psellos, se complaisait davantage dans les études que dans l’administration de l’empire. Il se hâta de restaurer le régime de l’administration civile au pouvoir pendant le règne de son père, Constantin Doukas,.
Prenant prétexte du sort réservé à Romain IV, Alp Arslan déclara caduc le traité signé avec ce dernier. Rien ne s’opposait à l’avancée des forces turques d’autant plus que les stratiotes qui devaient assurer la défense des frontières avaient vu leur nombre chuter à mesure que les grands propriétaires terriens s’emparaient des terres confiées à ces soldats-paysans. À l’ouest de l’empire, Bari, la dernière grande possession byzantine en Italie, tombait aux mains de Robert Guiscard, pendant qu’au nord, en Bulgarie, les nobles se révoltaient en 1072 et demandaient au  prince Michel Ier de Zeta d’envoyer son fils Constantin prendre le titre d’empereur de Bulgarie . La Croatie fit de même et le successeur de Pierre Kresimir IV (r. 1058-1074), Démétrius Zvonimir (r. 1076 - 1089) devint le vassal du pape qui lui accorda la couronne royale .
Sur le plan intérieur la crise politique se doubla d’une crise économique. Porté au trône par Psellos, l’empereur tomba sous l’influence du logothète Nicéphoritzès, lequel réussit à faire renvoyer Psellos et le césar Jean. Aussi inflexible que l’avait été Jean l’Orphanotrophe, le logothète voulut rétablir le centralisme bureaucratique perdu aux mains de la féodalité de province en établissant un monopole d’État sur le commerce du blé, essentiel à l’approvisionnement de la capitale. Il résulta de ces mesures une telle hausse des prix que la monnaie se déprécia et que l’empereur reçut le surnom de « parapinakès », parce qu’au lieu d’un médimne de blé pour une monnaie d’or, on n’obtenait plus qu’un quart de médimne (παρά πινάκιον). À la famine créée par ces mesures s’ajouta bientôt une épidémie de peste ,,.  À ces difficultés économiques s’ajoutèrent des rébellions  dont l’une des principales fut conduite par le commandant des mercenaires normands, Roussel de Bailleul. Ce dernier, après avoir participé à une expédition d’Isaac Comnène en Cappadoce, avait pris le large pour créer une principauté en Anatolie. Le césar Jean Doukas avait été envoyé contre lui en 1073, mais avait été battu et fait prisonnier. Roussel prit alors la décision de marcher sur Constantinople et proclama son prisonnier empereur. Michel VII dut alors appeler les Turcs à son secours, lesquels heureux d’obliger, firent prisonniers Roussel et son empereur près de Nicomédie. Roussel put toutefois racheter sa liberté et reprit ses pillages dans le thème des Arméniaques. Michel VII et son  logothète envoyèrent alors contre lui le peu de troupes qui restaient sous le commandement d’Alexis Comnène alors âgé de vingt-cinq ans. Le futur basileus réussit, en s’alliant lui aussi avec les Turcs à s’emparer de Roussel ,,. Une autre rébellion se déclara alors en Arménie où un aventurier, le général Philaretos Brakhamios, s’était emparé des places fortes du Taurus de Mélitène à Antioche pour protéger les populations chrétiennes contre l’avancée des Turcs. En 1074, il tenta de s’emparer de cette ville. Toutefois, à la mort du duc d’Antioche, Nicéphoritzès fit nommer Isaac Comnène comme nouveau duc. Celui-ci parvint à rétablir la paix, mais l’alerte avait été chaude.

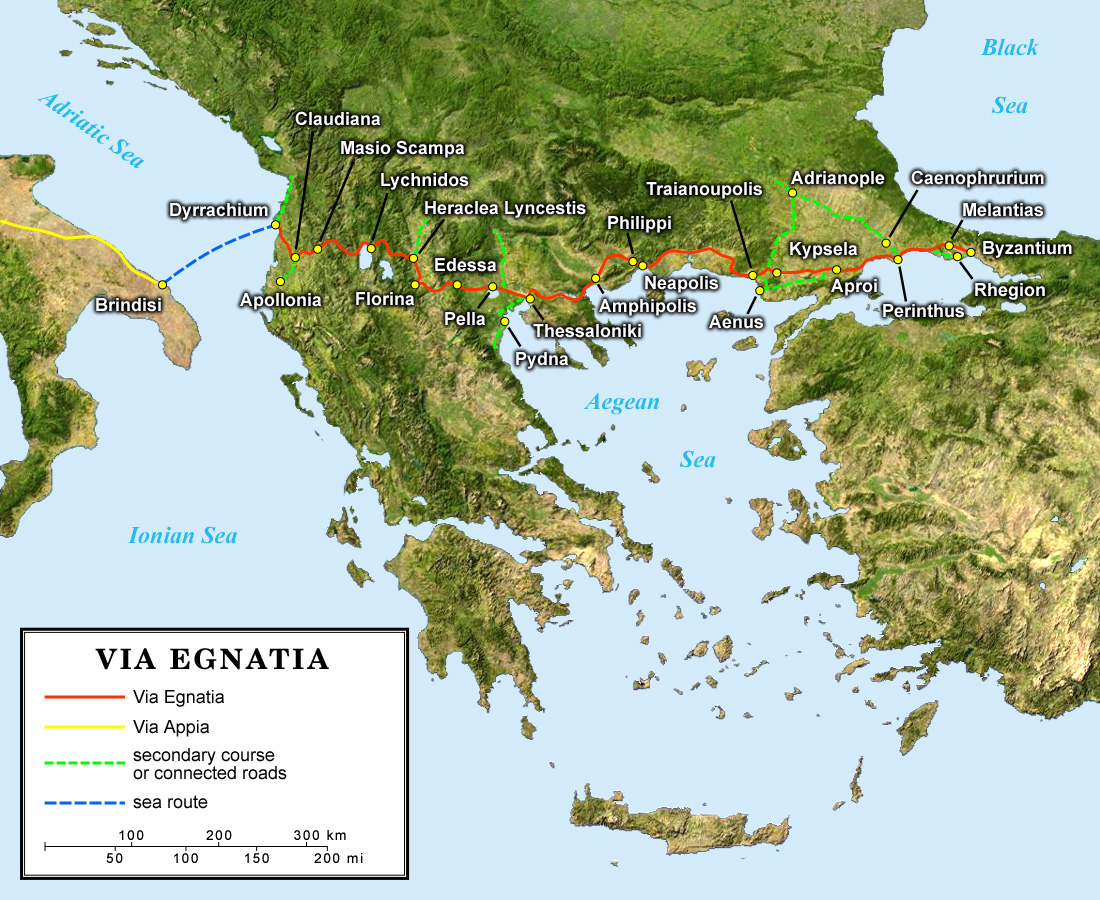
La via Egnatia servira de nombreuses fois aux envahisseurs qui, partis de Durazzo (Dyrrachium; Durrës), traverseront la Grèce actuelle pour se diriger vers Thessalonique, puis Constantinople.

La situation était telle qu’elle ne pouvait manquer de susciter des tentatives de renversement de l’empereur. Celles-ci vinrent de deux côtés à la fois : deux prétendants se présentèrent, tous deux issus de l’aristocratie militaire. Dans la partie européenne de l’empire, le duc de Durazzo, Nicéphore Bryenne qui avait réprimé la révolte slave de 1072 se proclama empereur en novembre 1077 dans sa ville natale d’Andrinople et marcha sur Constantinople. Dans la partie asiatique, un autre général, se disant issu de la famille des Phokas, Nicéphore Botaniatès, après avoir obtenu l’appui du général turc Soliman, cousin du sultan Alp Arslan, marcha également sur Constantinople. Michel VII fit alors sortir Roussel de prison et le mit à la tête des troupes avec Alexis Comnène et Constantin Doukas, son frère. L’armée de Nicéphore Bryenne (commandée par son frère Jean) dut alors battre en retraite et le basileus récompensa le général Alexis Comnène en lui donnant la main d’Irène Doukas, petite-fille du césar Jean,,.
De son côté, Nicéphore Botaniatès, à la tête d’un groupe de 300 hommes, réussit à devancer les Turcs qui, à l’instigation de Niképhoritzès, devaient lui couper la route de Constantinople et à entrer dans Nicée. Dans la capitale, l’opposition au logothète s’organisait et un soulèvement éclata le 23 mars 1078. Affolé, Michel VII abdiqua en faveur de son frère Constantin, confiant la défense de l’empire à Alexis Comnène. Toutefois, Constantin devait refuser la couronne et se rallier à Nicéphore Botaniatès qui entra à Constantinople le 2 avril,,.
Son épouse Vevdene, étant morte peu avant ou après son accession au trône, Nicéphore annonça son intention de se remarier ce qui provoqua une vive compétition entre les familles éligibles de Constantinople, notamment Marie d’Alanie, la belle-mère de celle-ci, Eudocie Makrembolitissa, et la fille de celle-ci, Zoé. Le nouvel empereur semblait pencher pour Eudocie, mais Marie d’Alanie reçut l’appui de la famille Doukas, laquelle réussit à convaincre Nicéphore de la choisir non seulement en raison de sa grande beauté, mais aussi parce qu’épouser une étrangère sans autres liens familiaux avec Byzance mettrait l’empereur à l’abri des conspirations toujours présentes à Constantinople ,.

## Nicéphore III Botaniatès

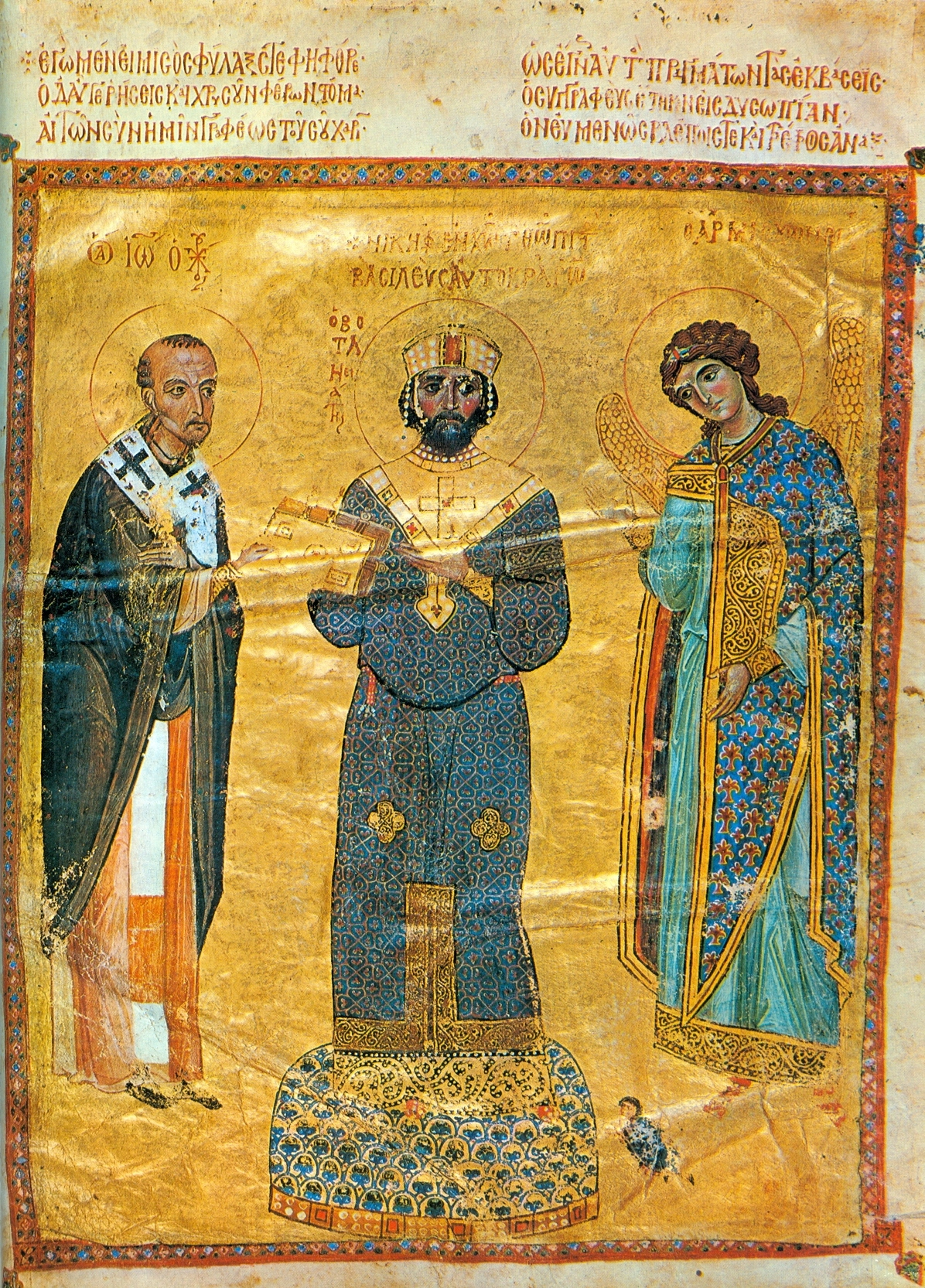
Nicéphore III et Jean Chrysostome d’après une miniature (1078-1081).

Excellent général, Nicéphore III (empereur du 24 mars 1078 au 4 avril 1081) n’était pas l’homme d’État qu’il aurait fallu pour faire face aux périls qui guettaient l’empire sur tous les fronts. 
La situation économique était précaire. Pendant des siècles, le nomisma byzantin n’avait connu pratiquement aucune fluctuation. Les derniers règnes avaient vu diverses altérations de son contenu en métal précieux . Non seulement sa valeur en fut-elle affaiblie au sein de l’empire, mais la monnaie byzantine commença à perdre le crédit dont elle avait joui dans le monde.
Le court règne de Nicéphore ne devait être qu’une succession de révoltes menées par divers généraux dans une armée où régnait la plus grande indiscipline,. Sa propre armée était peu sure : une expédition envoyée contre les Turcs fut confiée au frère de Michel VII, le porphyrogénète Constance, lequel arrivé à Chrysopolis fut immédiatement proclamé empereur par ses troupes. Dépourvu d’alliés, Nicéphore dut acheter le concours des principaux officiers qui lui livrèrent le malheureux prince, lequel finit ses jours dans un monastère .

La principauté de Philaretos Brakhamios, illustrant comment le territoire d'Asie mineure était maintenant coupé de Constantinople.

La partie orientale de l’empire se trouvait pratiquement sans défense, les principaux contingents ayant participé à la marche de Botaniatès sur Constantinople.  Les Seldjoukides en profitèrent pour continuer leur avance et ne trouvèrent que quelques poches de résistance. À Antioche, coupé du reste de l’empire par les Turcs, le général arménien Philarète Brakhamios qui avait réussi à se maintenir en Cilicie, en Euphratèse et à Antioche après le désastre de Manzikert, établit une principauté autonome couvrant la Cilicie, Antioche, l'Euphratèse et la corne sud-ouest de la Grande-Arménie. Botaniatès n’eut d’autre choix que de lui confier le commandement des garnisons impériales qui restaient dans le Taurus et le titre de curopalate en échange de la reconnaissance de la autorité impériale sur les régions contrôlées par Philarète Brakhamios,.
Plus grave fut la révolte de Nicéphore Mélissène qui, en 1080, se proclama empereur à Nicée, après avoir fait appel aux Turcs engagés comme mercenaires dans son armée. Botaniatès tenta alors d’envoyer contre lui Alexis Comnène, vainqueur de de Nicéphore Bryenne et de son successeur, Nicéphore Basilakios à Durazzo. Toutefois, étant le beau-frère de Mélissène, Alexis préfèra se tenir en réserve ,.  Ayant ainsi été entrainés en Europe par Nicéphore Bryenne et s’être vus donnés accès par Nicéphore Mélissène à la Galatie et à la Phrygie, les Turcs seldjoukides pourront, sous le commandement de Süleyman Ier fonder en 1080 le sultanat de Roum, lequel à partir de sa position centrale en Asie mineure s’étendait jusqu’à la mer Noire au nord et à la Méditerranée au sud,.
Tout aussi périlleuse était la situation à l’ouest alors que Robert Guiscard, ayant vu ses espoirs d’être associé au trône impérial s’évanouir lors de l’accession au trône de Nicéphore , prit le parti de Michel VII et peu après le départ de Nicéphore III et l’arrivée d’Alexis Ier vint assiéger Durazzo pour rétablir les droits de la maison Doukas .
Lorsque Nicéphore Botaniatès avait épousé Marie d’Alanie, il avait juré de reconnaitre le fils que l’impératrice avait eu de Michel VII comme successeur. Il revint toutefois sur sa promesse pour désigner son parent Nicéphore Synadenos.  Pour protéger les droits de son fils, l’impératrice, avec la bénédiction d’Anne Dalassène, adopta Alexis Comnène qui était marié à Irène Doukas, une petite fille du césar Jean; les généraux Isaac et Alexis Comnène devenaient ainsi les frères par adoption du jeune Constantin et durent jurer qu’ils respecteraient les droits de celui-ci au trône,.
Cette alliance entre les familles Doukas et Comnène devait sceller le sort de Nicéphore III. Son frère ainé, Isaac, s’étant dessaisi en sa faveur, Alexis obtint le soutien financier du césar Jean Doukas, alors chef de cette famille. Après être sorti de la capitale, Alexis fut proclamé empereur à Schiza son frère le chaussant des bottes de pourpre impériales comme Psellos l’avait fait pour Michel VII. Restait à s’entendre avec l’autre prétendant au trône, son beau-frère Nicéphore Mélissène et qui avait toujours l’appui des troupes d’Orient. Ce dernier lui proposa un partage de l’empire, Nicéphore se réserverait la partie orientale laissant à Alexis la partie occidentale avec le titre de césar.
Alexis n’entendait toutefois pas se contenter d’un poste de subalterne. Avec l’appui des troupes d’Occident et de mercenaires turcs, Alexis vint assiéger la capitale où le Sénat et le peuple lui étaient hostiles. Ayant rallié à sa cause le chef des mercenaires allemands il put pénétrer le 1er avril 1081 dans Constantinople, mettant un terme à la dynastie.

## Généalogie de la dynastie Doukas
|                                     |                                     |                                     |                                     |                                     |                                     |                        |                        |                                |                                |                                |                                |                                        |                                  |                                  |                                  | Andronic Doukas tourm. Armén. (792)        |                                            |                                            |                                            |                                            |                                            |                                   |                                   |                                                |                                                |                                                |                                                |                                                |                                                |                      |                      |                                   |                                   |                                   |                                   |                                   |                                   |  |  |  |  |  |  |  |  |  |  |  |  |  |  |  |  |  |  |  |  |  |  |  |  |  |  |  |  |  |  |  |  |
|                                     |                                     |                                     |                                     |                                     |                                     |                        |                        |                                |                                |                                |                                |                                        |                                  |                                  |                                  |                                            |                                            |                                            |                                            |                                            |                                            |                                   |                                   |                                                |                                                |                                                |                                                |                                                |                                                |                      |                      |                                   |                                   |                                   |                                   |                                   |                                   |  |  |  |  |  |  |  |  |  |  |  |  |  |  |  |  |  |  |  |  |  |  |  |  |  |  |  |  |  |  |  |  |
|                                     |                                     |                                     |                                     |                                     |                                     |                        |                        | Théophile empereur             | Théophile empereur             | Théophile empereur             | Théophile empereur             | Théophile empereur                     | Théophile empereur               |                                  |                                  | N Doukas                                   | N Doukas                                   | N Doukas                                   | N Doukas                                   | N Doukas                                   | N Doukas                                   |                                   |                                   |                                                |                                                |                                                |                                                |                                                |                                                |                      |                      |                                   |                                   |                                   |                                   |                                   |                                   |  |  |  |  |  |  |  |  |  |  |  |  |  |  |  |  |  |  |  |  |  |  |  |  |  |  |  |  |  |  |  |  |
|                                     |                                     |                                     |                                     |                                     |                                     |                        |                        | Théophile empereur             | Théophile empereur             | Théophile empereur             | Théophile empereur             | Théophile empereur                     | Théophile empereur               |                                  |                                  | N Doukas                                   | N Doukas                                   | N Doukas                                   | N Doukas                                   | N Doukas                                   | N Doukas                                   |                                   |                                   |                                                |                                                |                                                |                                                |                                                |                                                |                      |                      |                                   |                                   |                                   |                                   |                                   |                                   |  |  |  |  |  |  |  |  |  |  |  |  |  |  |  |  |  |  |  |  |  |  |  |  |  |  |  |  |  |  |  |  |
| Alexis Mousélé magistros, césar     | Alexis Mousélé magistros, césar     | Alexis Mousélé magistros, césar     | Alexis Mousélé magistros, césar     | Alexis Mousélé magistros, césar     | Alexis Mousélé magistros, césar     |                        |                        | Maria († 838)                  | Maria († 838)                  | Maria († 838)                  | Maria († 838)                  | Maria († 838)                          | Maria († 838)                    |                                  |                                  | Andronic Doukas Général (855)              | Andronic Doukas Général (855)              | Andronic Doukas Général (855)              | Andronic Doukas Général (855)              | Andronic Doukas Général (855)              | Andronic Doukas Général (855)              |                                   |                                   |                                                |                                                |                                                |                                                |                                                |                                                |                      |                      |                                   |                                   |                                   |                                   |                                   |                                   |  |  |  |  |  |  |  |  |  |  |  |  |  |  |  |  |  |  |  |  |  |  |  |  |  |  |  |  |  |  |  |  |
| Alexis Mousélé magistros, césar     | Alexis Mousélé magistros, césar     | Alexis Mousélé magistros, césar     | Alexis Mousélé magistros, césar     | Alexis Mousélé magistros, césar     | Alexis Mousélé magistros, césar     |                        |                        | Maria († 838)                  | Maria († 838)                  | Maria († 838)                  | Maria († 838)                  | Maria († 838)                          | Maria († 838)                    |                                  |                                  | Andronic Doukas Général (855)              | Andronic Doukas Général (855)              | Andronic Doukas Général (855)              | Andronic Doukas Général (855)              | Andronic Doukas Général (855)              | Andronic Doukas Général (855)              |                                   |                                   |                                                |                                                |                                                |                                                |                                                |                                                |                      |                      |                                   |                                   |                                   |                                   |                                   |                                   |  |  |  |  |  |  |  |  |  |  |  |  |  |  |  |  |  |  |  |  |  |  |  |  |  |  |  |  |  |  |  |  |
|                                     |                                     |                                     |                                     |                                     |                                     |                        |                        |                                |                                |                                |                                |                                        |                                  |                                  |                                  |                                            |                                            |                                            |                                            |                                            |                                            |                                   |                                   |                                                |                                                |                                                |                                                |                                                |                                                |                      |                      |                                   |                                   |                                   |                                   |                                   |                                   |  |  |  |  |  |  |  |  |  |  |  |  |  |  |  |  |  |  |  |  |  |  |  |  |  |  |  |  |  |  |  |  |
|                                     |                                     |                                     |                                     | Maria "fille de césar"              | Maria "fille de césar"              | Maria "fille de césar" | Maria "fille de césar" | Maria "fille de césar"         | Maria "fille de césar"         |                                |                                |                                        |                                  |                                  |                                  | N Doukas                                   | N Doukas                                   | N Doukas                                   | N Doukas                                   | N Doukas                                   | N Doukas                                   |                                   |                                   |                                                |                                                |                                                |                                                |                                                |                                                |                      |                      |                                   |                                   |                                   |                                   |                                   |                                   |  |  |  |  |  |  |  |  |  |  |  |  |  |  |  |  |  |  |  |  |  |  |  |  |  |  |  |  |  |  |  |  |
|                                     |                                     |                                     |                                     | Maria "fille de césar"              | Maria "fille de césar"              | Maria "fille de césar" | Maria "fille de césar" | Maria "fille de césar"         | Maria "fille de césar"         |                                |                                |                                        |                                  |                                  |                                  | N Doukas                                   | N Doukas                                   | N Doukas                                   | N Doukas                                   | N Doukas                                   | N Doukas                                   |                                   |                                   |                                                |                                                |                                                |                                                |                                                |                                                |                      |                      |                                   |                                   |                                   |                                   |                                   |                                   |  |  |  |  |  |  |  |  |  |  |  |  |  |  |  |  |  |  |  |  |  |  |  |  |  |  |  |  |  |  |  |  |
|                                     |                                     |                                     |                                     |                                     |                                     |                        |                        |                                |                                |                                |                                |                                        |                                  |                                  |                                  |                                            |                                            |                                            |                                            |                                            |                                            |                                   |                                   |                                                |                                                |                                                |                                                |                                                |                                                |                      |                      |                                   |                                   |                                   |                                   |                                   |                                   |  |  |  |  |  |  |  |  |  |  |  |  |  |  |  |  |  |  |  |  |  |  |  |  |  |  |  |  |  |  |  |  |
|                                     |                                     |                                     |                                     |                                     |                                     |                        |                        |                                |                                |                                |                                | Andronic Doukas dom. des scholes (903) |                                  |                                  |                                  |                                            |                                            |                                            |                                            |                                            |                                            |                                   |                                   |                                                |                                                |                                                |                                                |                                                |                                                |                      |                      |                                   |                                   |                                   |                                   |                                   |                                   |  |  |  |  |  |  |  |  |  |  |  |  |  |  |  |  |  |  |  |  |  |  |  |  |  |  |  |  |  |  |  |  |
|                                     |                                     |                                     |                                     |                                     |                                     |                        |                        |                                |                                |                                |                                |                                        |                                  |                                  |                                  |                                            |                                            |                                            |                                            |                                            |                                            |                                   |                                   |                                                |                                                |                                                |                                                |                                                |                                                |                      |                      |                                   |                                   |                                   |                                   |                                   |                                   |  |  |  |  |  |  |  |  |  |  |  |  |  |  |  |  |  |  |  |  |  |  |  |  |  |  |  |  |  |  |  |  |
|                                     |                                     |                                     |                                     |                                     |                                     |                        |                        |                                |                                |                                |                                |                                        |                                  |                                  |                                  |                                            |                                            |                                            |                                            |                                            |                                            |                                   |                                   |                                                |                                                |                                                |                                                |                                                |                                                |                      |                      |                                   |                                   |                                   |                                   |                                   |                                   |  |  |  |  |  |  |  |  |  |  |  |  |  |  |  |  |  |  |  |  |  |  |  |  |  |  |  |  |  |  |  |  |
| N Doukas                            | N Doukas                            | N Doukas                            | N Doukas                            | N Doukas                            | N Doukas                            |                        |                        |                                |                                |                                |                                |                                        |                                  |                                  |                                  | Constantin Doukas dom. des scholes († 913) | Constantin Doukas dom. des scholes († 913) | Constantin Doukas dom. des scholes († 913) | Constantin Doukas dom. des scholes († 913) | Constantin Doukas dom. des scholes († 913) | Constantin Doukas dom. des scholes († 913) |                                   |                                   |                                                |                                                |                                                |                                                |                                                |                                                |                      |                      |                                   |                                   |                                   |                                   |                                   |                                   |  |  |  |  |  |  |  |  |  |  |  |  |  |  |  |  |  |  |  |  |  |  |  |  |  |  |  |  |  |  |  |  |
| N Doukas                            | N Doukas                            | N Doukas                            | N Doukas                            | N Doukas                            | N Doukas                            |                        |                        |                                |                                |                                |                                |                                        |                                  |                                  |                                  | Constantin Doukas dom. des scholes († 913) | Constantin Doukas dom. des scholes († 913) | Constantin Doukas dom. des scholes († 913) | Constantin Doukas dom. des scholes († 913) | Constantin Doukas dom. des scholes († 913) | Constantin Doukas dom. des scholes († 913) |                                   |                                   |                                                |                                                |                                                |                                                |                                                |                                                |                      |                      |                                   |                                   |                                   |                                   |                                   |                                   |  |  |  |  |  |  |  |  |  |  |  |  |  |  |  |  |  |  |  |  |  |  |  |  |  |  |  |  |  |  |  |  |
|                                     |                                     |                                     |                                     |                                     |                                     |                        |                        |                                |                                |                                |                                |                                        |                                  |                                  |                                  |                                            |                                            |                                            |                                            |                                            |                                            |                                   |                                   |                                                |                                                |                                                |                                                |                                                |                                                |                      |                      |                                   |                                   |                                   |                                   |                                   |                                   |  |  |  |  |  |  |  |  |  |  |  |  |  |  |  |  |  |  |  |  |  |  |  |  |  |  |  |  |  |  |  |  |
| Michael Doukas                      | Michael Doukas                      | Michael Doukas                      | Michael Doukas                      | Michael Doukas                      | Michael Doukas                      |                        |                        | Gregoras Doukas                | Gregoras Doukas                | Gregoras Doukas                | Gregoras Doukas                | Gregoras Doukas                        | Gregoras Doukas                  |                                  |                                  | Étienne Doukas                             | Étienne Doukas                             | Étienne Doukas                             | Étienne Doukas                             | Étienne Doukas                             | Étienne Doukas                             |                                   |                                   | Ne Doukas                                      | Ne Doukas                                      | Ne Doukas                                      | Ne Doukas                                      | Ne Doukas                                      | Ne Doukas                                      |                      |                      | Jean Lydos                        | Jean Lydos                        | Jean Lydos                        | Jean Lydos                        | Jean Lydos                        | Jean Lydos                        |  |  |  |  |  |  |  |  |  |  |  |  |  |  |  |  |  |  |  |  |  |  |  |  |  |  |  |  |  |  |  |  |
| Michael Doukas                      | Michael Doukas                      | Michael Doukas                      | Michael Doukas                      | Michael Doukas                      | Michael Doukas                      |                        |                        | Gregoras Doukas                | Gregoras Doukas                | Gregoras Doukas                | Gregoras Doukas                | Gregoras Doukas                        | Gregoras Doukas                  |                                  |                                  | Étienne Doukas                             | Étienne Doukas                             | Étienne Doukas                             | Étienne Doukas                             | Étienne Doukas                             | Étienne Doukas                             |                                   |                                   | Ne Doukas                                      | Ne Doukas                                      | Ne Doukas                                      | Ne Doukas                                      | Ne Doukas                                      | Ne Doukas                                      |                      |                      | Jean Lydos                        | Jean Lydos                        | Jean Lydos                        | Jean Lydos                        | Jean Lydos                        | Jean Lydos                        |  |  |  |  |  |  |  |  |  |  |  |  |  |  |  |  |  |  |  |  |  |  |  |  |  |  |  |  |  |  |  |  |
|                                     |                                     |                                     |                                     |                                     |                                     |                        |                        |                                |                                |                                |                                |                                        |                                  |                                  |                                  |                                            |                                            |                                            |                                            |                                            |                                            |                                   |                                   |                                                |                                                |                                                |                                                |                                                |                                                |                      |                      |                                   |                                   |                                   |                                   |                                   |                                   |  |  |  |  |  |  |  |  |  |  |  |  |  |  |  |  |  |  |  |  |  |  |  |  |  |  |  |  |  |  |  |  |
|                                     |                                     |                                     |                                     |                                     |                                     |                        |                        |                                |                                |                                |                                |                                        |                                  |                                  |                                  |                                            |                                            |                                            |                                            |                                            |                                            |                                   |                                   |                                                |                                                |                                                |                                                | Andronic Doukas Lydos général (976)            |                                                |                      |                      |                                   |                                   |                                   |                                   |                                   |                                   |  |  |  |  |  |  |  |  |  |  |  |  |  |  |  |  |  |  |  |  |  |  |  |  |  |  |  |  |  |  |  |  |
|                                     |                                     |                                     |                                     |                                     |                                     |                        |                        |                                |                                |                                |                                |                                        |                                  |                                  |                                  |                                            |                                            |                                            |                                            |                                            |                                            |                                   |                                   |                                                |                                                |                                                |                                                |                                                |                                                |                      |                      |                                   |                                   |                                   |                                   |                                   |                                   |  |  |  |  |  |  |  |  |  |  |  |  |  |  |  |  |  |  |  |  |  |  |  |  |  |  |  |  |  |  |  |  |
|                                     |                                     |                                     |                                     |                                     |                                     |                        |                        |                                |                                |                                |                                |                                        |                                  |                                  |                                  |                                            |                                            |                                            |                                            |                                            |                                            |                                   |                                   |                                                |                                                |                                                |                                                |                                                |                                                |                      |                      |                                   |                                   |                                   |                                   |                                   |                                   |  |  |  |  |  |  |  |  |  |  |  |  |  |  |  |  |  |  |  |  |  |  |  |  |  |  |  |  |  |  |  |  |
|                                     |                                     |                                     |                                     |                                     |                                     |                        |                        |                                |                                |                                |                                |                                        |                                  |                                  |                                  |                                            |                                            |                                            |                                            |                                            |                                            |                                   |                                   | Christophe Doukas général (976)                | Christophe Doukas général (976)                | Christophe Doukas général (976)                | Christophe Doukas général (976)                | Christophe Doukas général (976)                | Christophe Doukas général (976)                |                      |                      | Bardas Doukas général (976-1016)  | Bardas Doukas général (976-1016)  | Bardas Doukas général (976-1016)  | Bardas Doukas général (976-1016)  | Bardas Doukas général (976-1016)  | Bardas Doukas général (976-1016)  |  |  |  |  |  |  |  |  |  |  |  |  |  |  |  |  |  |  |  |  |  |  |  |  |  |  |  |  |  |  |  |  |
|                                     |                                     |                                     |                                     |                                     |                                     |                        |                        |                                |                                |                                |                                |                                        |                                  |                                  |                                  |                                            |                                            |                                            |                                            |                                            |                                            |                                   |                                   | Christophe Doukas général (976)                | Christophe Doukas général (976)                | Christophe Doukas général (976)                | Christophe Doukas général (976)                | Christophe Doukas général (976)                | Christophe Doukas général (976)                |                      |                      | Bardas Doukas général (976-1016)  | Bardas Doukas général (976-1016)  | Bardas Doukas général (976-1016)  | Bardas Doukas général (976-1016)  | Bardas Doukas général (976-1016)  | Bardas Doukas général (976-1016)  |  |  |  |  |  |  |  |  |  |  |  |  |  |  |  |  |  |  |  |  |  |  |  |  |  |  |  |  |  |  |  |  |
|                                     |                                     |                                     |                                     |                                     |                                     |                        |                        |                                |                                |                                |                                |                                        |                                  |                                  |                                  |                                            |                                            |                                            |                                            |                                            |                                            |                                   |                                   |                                                |                                                |                                                |                                                |                                                |                                                |                      |                      |                                   |                                   |                                   |                                   |                                   |                                   |  |  |  |  |  |  |  |  |  |  |  |  |  |  |  |  |  |  |  |  |  |  |  |  |  |  |  |  |  |  |  |  |
|                                     |                                     |                                     |                                     |                                     |                                     |                        |                        |                                |                                |                                |                                |                                        |                                  |                                  |                                  |                                            |                                            |                                            |                                            |                                            |                                            |                                   |                                   |                                                |                                                |                                                |                                                | Andronic Doukas stratège (c.1010)              |                                                |                      |                      |                                   |                                   |                                   |                                   |                                   |                                   |  |  |  |  |  |  |  |  |  |  |  |  |  |  |  |  |  |  |  |  |  |  |  |  |  |  |  |  |  |  |  |  |
|                                     |                                     |                                     |                                     |                                     |                                     |                        |                        |                                |                                |                                |                                |                                        |                                  |                                  |                                  |                                            |                                            |                                            |                                            |                                            |                                            |                                   |                                   |                                                |                                                |                                                |                                                |                                                |                                                |                      |                      |                                   |                                   |                                   |                                   |                                   |                                   |  |  |  |  |  |  |  |  |  |  |  |  |  |  |  |  |  |  |  |  |  |  |  |  |  |  |  |  |  |  |  |  |
|                                     |                                     |                                     |                                     |                                     |                                     |                        |                        |                                |                                |                                |                                |                                        |                                  |                                  |                                  |                                            |                                            |                                            |                                            |                                            |                                            |                                   |                                   |                                                |                                                |                                                |                                                |                                                |                                                |                      |                      |                                   |                                   |                                   |                                   |                                   |                                   |  |  |  |  |  |  |  |  |  |  |  |  |  |  |  |  |  |  |  |  |  |  |  |  |  |  |  |  |  |  |  |  |
|                                     |                                     |                                     |                                     |                                     |                                     |                        |                        | Constantin X empereur († 1067) | Constantin X empereur († 1067) | Constantin X empereur († 1067) | Constantin X empereur († 1067) | Constantin X empereur († 1067)         | Constantin X empereur († 1067)   |                                  |                                  |                                            |                                            |                                            |                                            |                                            |                                            |                                   |                                   |                                                |                                                |                                                |                                                | Jean Doukas († 1088)                           | Jean Doukas († 1088)                           | Jean Doukas († 1088) | Jean Doukas († 1088) | Jean Doukas († 1088)              | Jean Doukas († 1088)              |                                   |                                   |                                   |                                   |  |  |  |  |  |  |  |  |  |  |  |  |  |  |  |  |  |  |  |  |  |  |  |  |  |  |  |  |  |  |  |  |
|                                     |                                     |                                     |                                     |                                     |                                     |                        |                        | Constantin X empereur († 1067) | Constantin X empereur († 1067) | Constantin X empereur († 1067) | Constantin X empereur († 1067) | Constantin X empereur († 1067)         | Constantin X empereur († 1067)   |                                  |                                  |                                            |                                            |                                            |                                            |                                            |                                            |                                   |                                   |                                                |                                                |                                                |                                                | Jean Doukas († 1088)                           | Jean Doukas († 1088)                           | Jean Doukas († 1088) | Jean Doukas († 1088) | Jean Doukas († 1088)              | Jean Doukas († 1088)              |                                   |                                   |                                   |                                   |  |  |  |  |  |  |  |  |  |  |  |  |  |  |  |  |  |  |  |  |  |  |  |  |  |  |  |  |  |  |  |  |
|                                     |                                     |                                     |                                     |                                     |                                     |                        |                        |                                |                                |                                |                                |                                        |                                  |                                  |                                  |                                            |                                            |                                            |                                            |                                            |                                            |                                   |                                   |                                                |                                                |                                                |                                                |                                                |                                                |                      |                      |                                   |                                   |                                   |                                   |                                   |                                   |  |  |  |  |  |  |  |  |  |  |  |  |  |  |  |  |  |  |  |  |  |  |  |  |  |  |  |  |  |  |  |  |
| Michel VII Doukas empereur († 1090) | Michel VII Doukas empereur († 1090) | Michel VII Doukas empereur († 1090) | Michel VII Doukas empereur († 1090) | Michel VII Doukas empereur († 1090) | Michel VII Doukas empereur († 1090) |                        |                        | Andronic Doukas césar          | Andronic Doukas césar          | Andronic Doukas césar          | Andronic Doukas césar          | Andronic Doukas césar                  | Andronic Doukas césar            |                                  |                                  | Constantin Doukas césar († 1081)           | Constantin Doukas césar († 1081)           | Constantin Doukas césar († 1081)           | Constantin Doukas césar († 1081)           | Constantin Doukas césar († 1081)           | Constantin Doukas césar († 1081)           |                                   |                                   | Andronic Doukas dom. des scholes amiral (1073) | Andronic Doukas dom. des scholes amiral (1073) | Andronic Doukas dom. des scholes amiral (1073) | Andronic Doukas dom. des scholes amiral (1073) | Andronic Doukas dom. des scholes amiral (1073) | Andronic Doukas dom. des scholes amiral (1073) |                      |                      | Constantin                        | Constantin                        | Constantin                        | Constantin                        | Constantin                        | Constantin                        |  |  |  |  |  |  |  |  |  |  |  |  |  |  |  |  |  |  |  |  |  |  |  |  |  |  |  |  |  |  |  |  |
| Michel VII Doukas empereur († 1090) | Michel VII Doukas empereur († 1090) | Michel VII Doukas empereur († 1090) | Michel VII Doukas empereur († 1090) | Michel VII Doukas empereur († 1090) | Michel VII Doukas empereur († 1090) |                        |                        | Andronic Doukas césar          | Andronic Doukas césar          | Andronic Doukas césar          | Andronic Doukas césar          | Andronic Doukas césar                  | Andronic Doukas césar            |                                  |                                  | Constantin Doukas césar († 1081)           | Constantin Doukas césar († 1081)           | Constantin Doukas césar († 1081)           | Constantin Doukas césar († 1081)           | Constantin Doukas césar († 1081)           | Constantin Doukas césar († 1081)           |                                   |                                   | Andronic Doukas dom. des scholes amiral (1073) | Andronic Doukas dom. des scholes amiral (1073) | Andronic Doukas dom. des scholes amiral (1073) | Andronic Doukas dom. des scholes amiral (1073) | Andronic Doukas dom. des scholes amiral (1073) | Andronic Doukas dom. des scholes amiral (1073) |                      |                      | Constantin                        | Constantin                        | Constantin                        | Constantin                        | Constantin                        | Constantin                        |  |  |  |  |  |  |  |  |  |  |  |  |  |  |  |  |  |  |  |  |  |  |  |  |  |  |  |  |  |  |  |  |
|                                     |                                     |                                     |                                     |                                     |                                     |                        |                        |                                |                                |                                |                                |                                        |                                  |                                  |                                  |                                            |                                            |                                            |                                            |                                            |                                            |                                   |                                   |                                                |                                                |                                                |                                                |                                                |                                                |                      |                      |                                   |                                   |                                   |                                   |                                   |                                   |  |  |  |  |  |  |  |  |  |  |  |  |  |  |  |  |  |  |  |  |  |  |  |  |  |  |  |  |  |  |  |  |
| Constantin Doukas († 1087)          | Constantin Doukas († 1087)          | Constantin Doukas († 1087)          | Constantin Doukas († 1087)          | Constantin Doukas († 1087)          | Constantin Doukas († 1087)          |                        |                        |                                |                                |                                |                                |                                        |                                  |                                  |                                  | Michel Doukas († 1108-18)                  | Michel Doukas († 1108-18)                  | Michel Doukas († 1108-18)                  | Michel Doukas († 1108-18)                  | Michel Doukas († 1108-18)                  | Michel Doukas († 1108-18)                  |                                   |                                   | Jean Doukas mégaduc (1064 † <1137)             | Jean Doukas mégaduc (1064 † <1137)             | Jean Doukas mégaduc (1064 † <1137)             | Jean Doukas mégaduc (1064 † <1137)             | Jean Doukas mégaduc (1064 † <1137)             | Jean Doukas mégaduc (1064 † <1137)             |                      |                      | Irène Doukas x Alexis Ier Comnène | Irène Doukas x Alexis Ier Comnène | Irène Doukas x Alexis Ier Comnène | Irène Doukas x Alexis Ier Comnène | Irène Doukas x Alexis Ier Comnène | Irène Doukas x Alexis Ier Comnène |  |  |  |  |  |  |  |  |  |  |  |  |  |  |  |  |  |  |  |  |  |  |  |  |  |  |  |  |  |  |  |  |
| Constantin Doukas († 1087)          | Constantin Doukas († 1087)          | Constantin Doukas († 1087)          | Constantin Doukas († 1087)          | Constantin Doukas († 1087)          | Constantin Doukas († 1087)          |                        |                        |                                |                                |                                |                                |                                        |                                  |                                  |                                  | Michel Doukas († 1108-18)                  | Michel Doukas († 1108-18)                  | Michel Doukas († 1108-18)                  | Michel Doukas († 1108-18)                  | Michel Doukas († 1108-18)                  | Michel Doukas († 1108-18)                  |                                   |                                   | Jean Doukas mégaduc (1064 † <1137)             | Jean Doukas mégaduc (1064 † <1137)             | Jean Doukas mégaduc (1064 † <1137)             | Jean Doukas mégaduc (1064 † <1137)             | Jean Doukas mégaduc (1064 † <1137)             | Jean Doukas mégaduc (1064 † <1137)             |                      |                      | Irène Doukas x Alexis Ier Comnène | Irène Doukas x Alexis Ier Comnène | Irène Doukas x Alexis Ier Comnène | Irène Doukas x Alexis Ier Comnène | Irène Doukas x Alexis Ier Comnène | Irène Doukas x Alexis Ier Comnène |  |  |  |  |  |  |  |  |  |  |  |  |  |  |  |  |  |  |  |  |  |  |  |  |  |  |  |  |  |  |  |  |
|                                     |                                     |                                     |                                     |                                     |                                     |                        |                        |                                |                                |                                |                                |                                        |                                  |                                  |                                  |                                            |                                            |                                            |                                            |                                            |                                            |                                   |                                   |                                                |                                                |                                                |                                                |                                                |                                                |                      |                      |                                   |                                   |                                   |                                   |                                   |                                   |  |  |  |  |  |  |  |  |  |  |  |  |  |  |  |  |  |  |  |  |  |  |  |  |  |  |  |  |  |  |  |  |
|                                     |                                     |                                     |                                     |                                     |                                     |                        |                        |                                |                                |                                |                                | Constantin Doukas sébaste (1118)       | Constantin Doukas sébaste (1118) | Constantin Doukas sébaste (1118) | Constantin Doukas sébaste (1118) | Constantin Doukas sébaste (1118)           | Constantin Doukas sébaste (1118)           |                                            |                                            | Théodore Doukas prosébaste (1125)          | Théodore Doukas prosébaste (1125)          | Théodore Doukas prosébaste (1125) | Théodore Doukas prosébaste (1125) | Théodore Doukas prosébaste (1125)              | Théodore Doukas prosébaste (1125)              |                                                |                                                |                                                |                                                |                      |                      |                                   |                                   |                                   |                                   |                                   |                                   |  |  |  |  |  |  |  |  |  |  |  |  |  |  |  |  |  |  |  |  |  |  |  |  |  |  |  |  |  |  |  |  |

### Sources primaires
- Attaleiatès, Michel. The History (trad. Anthony Kaldellis et Dimitris Krallis), Cambridge, Harvard University Press, 2012.
- Bryenne, Nicéphore. Matériel pour l’Histoire (ed. Paul Gauthier) Bruxelles, Byzantion, coll. « Corpus Fontium Historiae Byzantinae » (no IX), 1975.
- Mavropous, Jean. The letters of Ioannes Mauropous, Metropolitan of Euchaita, (ed. A. Karpozilos), Thessalonique, 1990.
- Psellos, Michel. Chronographie ou Histoire d'un siècle de Byzance (976-1077), Paris, Les Belles Lettres, 1967 (2 vol.).
- Zonaras, Ioannes. Epitome historiarum. Lipase, 1868 [en ligne] http://openlibrary.org/books/OL7040945M/Ioannou_tou_Zonara_Epitome_historion [archive] (en grec).

### Sources secondaires
- (en) Angold, Michael. « Belle Époque or Crisis?  (1025-1118) » (dans) The Cambridge History of the Byzantine Empire c. 500 – 1492. Cambridge, Cambridge University Press, 2008.  (ISBN 978-0-521-83231-1).
- (fr) Bréhier, Louis. Vie et mort de Byzance, Paris, Albin Michel, coll. « L'Évolution de l’Humanité », 1969.
- (fr) Bréhier, Louis. Les institutions de l'Empire byzantin, Albin Michel, Paris, 1949, réédition 1970.
- (fr) Cheynet, Jean-Claude (ed). Le Monde byantin II, L’Empire byzantin (641 – 1204). Paris, Presses universitaires de France, 2007.  (ISBN 978-2-130-52007-8).
- (fr) Cheynet, Jean-Claude. Pouvoir et contestations à Byzance (963–1210), Publications de la Sorbonne, 1996.   (ISBN 978-2-85944-168-5).
- (en) Gérard Dédéyan (dir.), Histoire du peuple arménien, Toulouse, Éd. Privat, 2007 (1re éd. 1982),  (ISBN 978-2-7089-6874-5).
- (en) Haldon, John. Warfare, State and Society in the Byzantine World, 656-1204. London & New York, Routledge, 1999.  (ISBN 1 85728 495 X) (paperback).
- (en) Kazhdan, Alexander (dir.), Oxford Dictionary of Byzantium, New York et Oxford, Oxford University Press, 1991, 1re éd., 3 tom.  (ISBN 978-0-19-504652-6).
- (en) Krsmanovic, Bojana. "Doukas family". Encyclopedia of the Hellenic World - Asia Minor, 2003. Retrieved 25 August 2009.
- (fr) Laiou, Angeliki et Cécile Morrisson. Le Monde byzantin, vol. 3, L’Empire grec et ses voisins, XIIIe – XVe siècle. Paris, Presses universitaires de France, coll. l’histoire et ses problèmes, 2011.  (ISBN 978-2-13-052008-5).
- (en) Mango, Cyril (ed.). The Oxford History of Byzantium, London, Oxford University Press, 2002.  (ISBN 0-19-814098-3).
- (en) Norwich, John  Julius, Byzantium, The Apogee, New York, Alfred A. Knopf, 1994.  (ISBN 978-0-394-53779-5).
- (en) Norwich, John Julius . Byzantium, The Decline and Fall, New York, Alfred A. Knopf, 1996,  (ISBN 0-679-41650-1).
- (fr) Ostrogorsky, Georges. Histoire de l’État byzantin, Paris, Payot, 1983 [1956].  (ISBN 2-228-07061-0).
- (en) Polemis, Demetrios I. The Doukai: A Contribution to Byzantine Prosopography, London: Athlone Press, 1968.
- (en) Treadgold, Warren. A History of the Byzantine State and Society, Stanford, Stanford University Press, 1997.  (ISBN 0-8047-2630-2).
- (en) Vasiliev, A.A. History of the Byzantine Empire, 324-1453. Vol. 1, Madison (Wisconsin), The University of Wisconsin Press, 1952.  (ISBN 978-0-299-80925-6).